# Le Baiser
Le baiser è il quinto album del gruppo musicale francese Indochine, pubblicato alla fine del 1990.
È il primo album pubblicato dopo l'abbandono di Dimitri Bodianski. Vende 300 000 copie.

## Il disco
L'album, per la prima volta nella carriera del gruppo, viene registrato a Parigi. Il trio decide di avvalersi del lavoro del produttore di 3, Philippe Eidel. Con questo album la band comincia ad avvicinarsi verso un suono più pop, più acustico utilizzando meno i sintetizzatori, che avevano fatto da padroni negli anni ottanta. Come in 7000 danses in cui avevano introdotto il suono di una batteria vera, la band decide di utilizzare strumenti veri (violino, clarinetto, armonica) e non più suoni campionati.
I testi mostrano la crescita e la maturità raggiunta da Nicola Sirkis. Des fleurs pour Salinger vuole essere un omaggio ad uno degli scrittori preferiti di Nicola. Punishment Park vede la partecipazione dell'attrice francese Juliette Binoche. Il pezzo come anche a Les plus mauvaises Nuits, nasce da un'esperienza personale dell'autore, la rottura di una relazione importante amorosa.
Il risultato è un album intimo, semplice ma anche ricco negli arrangiamenti.
L'album diventa disco d'oro un mese dopo la sua uscita (certificato dalla Syndicat national de l'édition phonographique). Vende molto bene anche in Belgio, Svizzera, Canada, Germania e Perù.

## Tracce
Testi di Nicola Sirkis, musiche di Dominique Nicolas.
1. Le baiser – 4:08 (testo: Nicola Sirkis – musica: Dominique Nicolas)
2. Des fleurs pour Salinger – 3:11 (testo: Nicola Sirkis – musica: Dominique Nicolas)
3. More... – 7:00 (testo: Nicola Sirkis – musica: Dominique Nicolas)
4. Alertez Managua – 3:54 (testo: Nicola Sirkis – musica: Stéphane Sirkis)
5. Les Années Bazar – 3:48 (testo: Nicola Sirkis – musica: Dominique Nicolas)
6. Punishment Park – 3:48 (testo: Nicola Sirkis – musica: Dominique Nicolas)
7. Soudain l'été dernier, je suppose – 3:48 (testo: Nicola Sirkis – musica: Dominique Nicolas)
8. Les plus mauvaises Nuits – 3:45 (testo: Nicola Sirkis – musica: Dominique Nicolas)
9. Persane Thème – 2:27 (musica: Stéphane Sirkis)
10. Tant de Poussière – 4:26 (testo: Nicola Sirkis – musica: Dominique Nicolas)
11. La Colline des Roses – 3:53 (testo: Nicola Sirkis – musica: Dominique Nicolas)

## Singoli
- Le Baiser (uscito il 19 gennaio 1990)
- Des Fleurs pour Salinger (uscito nel maggio 1990)
- Punishment Park (uscito il 25 febbraio 1991)

## Formazione
- Nicola Sirkis voce, cori e armonica.
- Dominique Nicolas Chitarra, basso, sintetizzatore.
- Stéphane Sirkis Chitarra, sintetizzatore e basso.